# Alexander von Rohrscheidt
Friedrich Karl Alexander von Rohrscheidt (* 3. Juni 1808 in Weißenfels; † 18. Dezember 1881 in Herzberg) war ein preußischer Generalmajor.

## Leben

### Herkunft
Er stammte aus einem böhmischen Adelsgeschlecht. Seine Eltern waren der Schloßhauptmann zu Weißenfels Friedrich Wilhelm von Rohrscheidt (1767–1856) und dessen zweite Ehefrau Henriette Karoline Charlotte Christiane Sophie Gerischer († 1813).

### Werdegang
Rohrscheidt trat 1824 in das 32. Infanterie-Regiment der preußischen Armee ein und avancierte bis 1826 zum Sekondeleutnant. Er war von 1830 bis 1837 Adjutant des III. Bataillons im 32. Landwehr-Regiment in Herzberg, 1839 auch Lehrer an der Divisionsschule der 8. Division und stieg 1841 zum Kompanieführer seines Bataillons auf. Dann wurde er 1842 zum Premierleutnant befördert und erhielt 1847 die Stellung als Kompanieführer im 4. kombinierten Reserve-Bataillon. 1848 war Rohrscheidt Hauptmann und Kompaniechef im 32. Infanterie-Regiment. Nach seiner Beförderung zum Major im Jahr 1854 wurde er 1855 in das 31. Infanterie-Regiment versetzt und Kommandeur IV. kombinierten Reserve-Bataillons. Der 1856 erfolgten Versetzung als Kommandeur des I. Bataillons im 27. Landwehr-Regiments Halberstadt folgte 1859 der aufstieg zum Oberstleutnant. 1860 wurde Rohrscheidt zunächst mit der Führung des 19. kombinierten Infanterie-Regiments beauftragt und dann zum Kommandeur ernannt. In dieser Stellung blieb er bis 1865. Seiner Beförderung zum Oberst 1861 folgte 1864 die Verleihung des Kronenorden III. Klasse. Als Kommandant von Saarlouis behielt er seine Stellung à la suite als Kommandeur des Infanterie-Regiments Nr. 59. Er hat 1865 des Charakter als Generalmajor erhalten und wurde 1866 unter Verleihung eines Patents seines Dienstgrades zum Kommandanten der Festung Königstein ernannt. Im Jahr 1870 wurde Rohrscheidt mit Pension zur Disposition gestellt, wobei ihm der Stern zum Roten Adlerorden II. Klasse mit Eichenlaub und das Komturkreuz des sächsischen Albrechtsorden verliehen wurde.

### Familie
Er heiratete 1837 Emma Adeline Hoyer (1814–1892). Das Paar hatte sechs Kinder, darunter:
- Emma Amalie Elise (* 1839) ⚭ 1862 Max von Wulffen (1838–1900), Deichhauptmann
- Friedrich Julius Ernst Alexander (1842–1866), preußischer Sekondeleutnant im Infanterie-Regiment Nr. 71, vor Blumenau gefallen
- Paul Friedrich Robert Max (* 1843), Major a. D. ⚭ 1872 Johanna Karola Eger (* 1847)
- Friedrich Hans Georg Viktor (* 1846), Major a. D. ⚭ 1872 Klara Fretzdorf (* 1852)
- Adeline (* 1849)